# Flavia Zanfrà
Flavia Zanfrà (Trieste, 7 maggio 1958) è un'ex tiratrice a segno italiana.

## Biografia
Nata a Trieste nel 1958, ha iniziato a praticare il tiro a segno a 15 anni.
A 30 anni ha partecipato ai Giochi olimpici di Seul 1988, nella gara di carabina ad aria compressa 10 metri, terminando al 41º posto con 377 punti.
Ha vinto diversi titoli italiani, in particolare 24 tra il 1976 e il 1988.
Laureatasi nel 1983, ha in seguito svolto il lavoro di insegnante.